# Suicide watch
Suicide watch —  интенсивный мониторинг, призванный обеспечить, чтобы человек не совершал самоубийства. Как правило, этот термин применяется к такому интенсивному наблюдению за заключёнными, военнослужащими и пациентами различных (в том числе психиатрических) стационаров. Человек становится объектом такого интенсивного мониторинга в том случае, если в его поведении проявляются признаки, указывающие на то, что он или она может причинить себе телесное повреждение или свести счёты со своей жизнью.

## Формы мониторинга
Психологический мониторинг suicide watch может осуществляться в различных формах. Как правило, самая распространённая форма такого мониторинга представляет собой постоянное и очень частое наблюдение за человеком, осуществляемое «охранником», в роли которого может выступать, например, офицер из числа тюремного персонала, офицера из службы безопасности и т.д., такой «охранник» должен вмешаться, если его подопечный попытается причинить себе вред.

### Периодический мониторинг
Периодический мониторинг suicide watch предполагает, что за человеком в зоне риска не ведётся постоянное наблюдение, но он подвергается частым психологическим проверкам.

### Интенсивный мониторинг
Интенсивный мониторинг suicide watch предполагает, что подвергающийся ему человек находится под постоянным интенсивным наблюдением специалиста, который как можно чаще проводит с ним беседы один на один, глаза в глаза.

## Условия, которые создаёт данный мониторинг
Человек, подвергающийся мониторингу suicide watch, попадает в такие условия, в которых ему будет очень трудно причинить себе вред. Во многих случаях он лишается доступа к каким бы то ни было опасным предметам, таким как колюще-режущие предметы или оружие, а также элементы мебели, на которых можно было бы повеситься, они могут быть просто удалены из тех пространств, в которых может находиться этот человек; также возможно и помещение такого человека в помещение с мягкими стенами, из которых не торчит ничего острого и твёрдого, а также ничего, на чём можно было бы повеситься, пол же такой комнаты может представлять собой решётку. Кроме того, человека лишают каждого предмета одежды, из которого он (она) мог бы (могла бы) сделать петлю для повешения: шнурков, пояса, галстука, лифчика, обуви, носков, подтяжек и простыней. В экстремальных случаях человека могут лишить всей одежды.
В ещё более экстремальных случаях думающий о самоубийстве или самоповреждении человек помещается на вязки, его кладут спиной на матрас, руки и ноги привязывают к кровати, грудь также фиксируется ремнём. Также может привязываться голова. Каждые 2 часа человека отвязывают, но не полностью: только одну конечность за раз, на короткое время. Процедура такого отвязывания повторяется до тех пор, пока все конечности не получат свою дозу движения. Наблюдение за пациентом осуществляется восьмичасовыми сменами, также проводятся беседы с психологом не реже одного раза в восемь часов. В таком привязанном состоянии человека нельзя держать более 16 часов подряд, пациент при этом всё время находится под наблюдением.
В самых экстремальных случаях, когда самоповреждение уже произошло и только при невозможности или бесполезности других методов человеку могут давать успокаивающие препараты. Это возможно только по рекомендации лицензированного психиатра и начальника медицинского учреждения, кроме того, необходимо также решение суда.

## Критика
Методы suicide watch, особенно их применение в тюрьмах, подвергались критике как излишне ограничительные и излишне вмешивающиеся в частную жизнь человека, мешающие его функционированию в обществе; критики называют эти методы скорее узаконенной пыткой, но не действиями на благо человека. Подвергающиеся suicide watch часто помещаются в бетонные камеры с голыми стенами, часто без постели и постельного белья (чтобы не мог повеситься на простынях), под постоянным наблюдением. Часто имеет место и пренебрежение элементарной гигиеной: человека лишают туалетной бумаги, нижнего белья, гигиенических тампонов — всеми этими предметами можно при желании удушиться. Невозможность прикрыть своё тело в сочетании с постоянным наблюдением может приводить к дополнительному стрессу, особенно это актуально для жертв сексуального насилия. Все эти неприятные подробности стали известны широкой публике в 1998, когда Элизабет Б., заключённая Фрэйминхэмской тюрьмы (Массачусетс, США) позвонила на радио и описала, как с ней обращались, когда она была объектом suicide watch:
«Я была… зафиксирована так, что могла двигать только глазами. У меня отобрали все мои личные вещи и одежду, я была полностью раздета и брошена в комнату, в которой не было ничего, кроме пластикового матраса на полу. За мной непрерывно наблюдали, иногда это делал мужчина, иногда женщина. У меня как раз тогда были месячные, но ни гигиенических тампонов, ни нижнего белья мне не давали. Я чувствовала себя униженной, со мной обращались как с вещью. Когда я лежала привязанная за руки и за ноги под наблюдением офицера-мужчины, я вовсе не была рада этому, моя депрессия от этого только усилилась. Потом, когда меня развязали — я не хотела ещё большего нарушения своих границ, поэтому поставила матрас на попа и закрыла им окно. Я была рада, что они теперь не могли видеть меня, но уже через секунду дверь распахнулась, а через минуту я была на вязках, на полу, голая, со шлемом на голове, с несколькими мужчинами и женщинами в качестве наблюдателей в самой комнате»
Мониторинг suicide watch не гарантирует, что подвергающийся ему человек не совершит самоубийства. Рэй Комбс, ведущий программы Family Feud в 1988-1994 годах, в июне 1996 повесился в туалете психиатрической лечебницы несмотря на то, что был в это время объектом указанного мониторинга. Эшли Смит, заключённая женской тюрьмы в Канаде, также успешно покончила с собой в октябре 2007, и никакие методы suicide watch ей не помешали. Обстоятельства её самоубийства были расследованы в ходе дознания по делу Эшли Смит.